# Museo di paleontologia (Napoli)
Il Museo di Paleontologia di Napoli è il più recente dei quattro afferenti al Centro musei delle scienze naturali e fisiche dell'Università degli Studi di Napoli Federico II.
Venne istituito nel 1932 anche se già prima di questa data, nell'Ottocento, collezioni fossili erano ospitate nel Real Museo Mineralogico di Napoli. Oggi si trova nel Complesso universitario Santi Marcellino e Festo.
Espone diverse collezioni: pesci fossili provenienti da Giffoni Vallepiana, Pietraroia e Castellammare di Stabia, mammiferi (come un cranio di un giovane Elephas antiquus italicus), fossili di vegetali tra cui una palma fossile completa, rettili marini e rettili volanti.
Dal 1996 è presente un esemplare fossile molto ben conservato di Allosaurus fragilis proveniente dal Nord America. Sempre per quanto riguarda i dinosauri, troviamo resti di uova, pelle e frammenti ossei nonché calchi dello Scipionyx samniticus (il noto 'Ciro') e del cranio di Oviraptor.

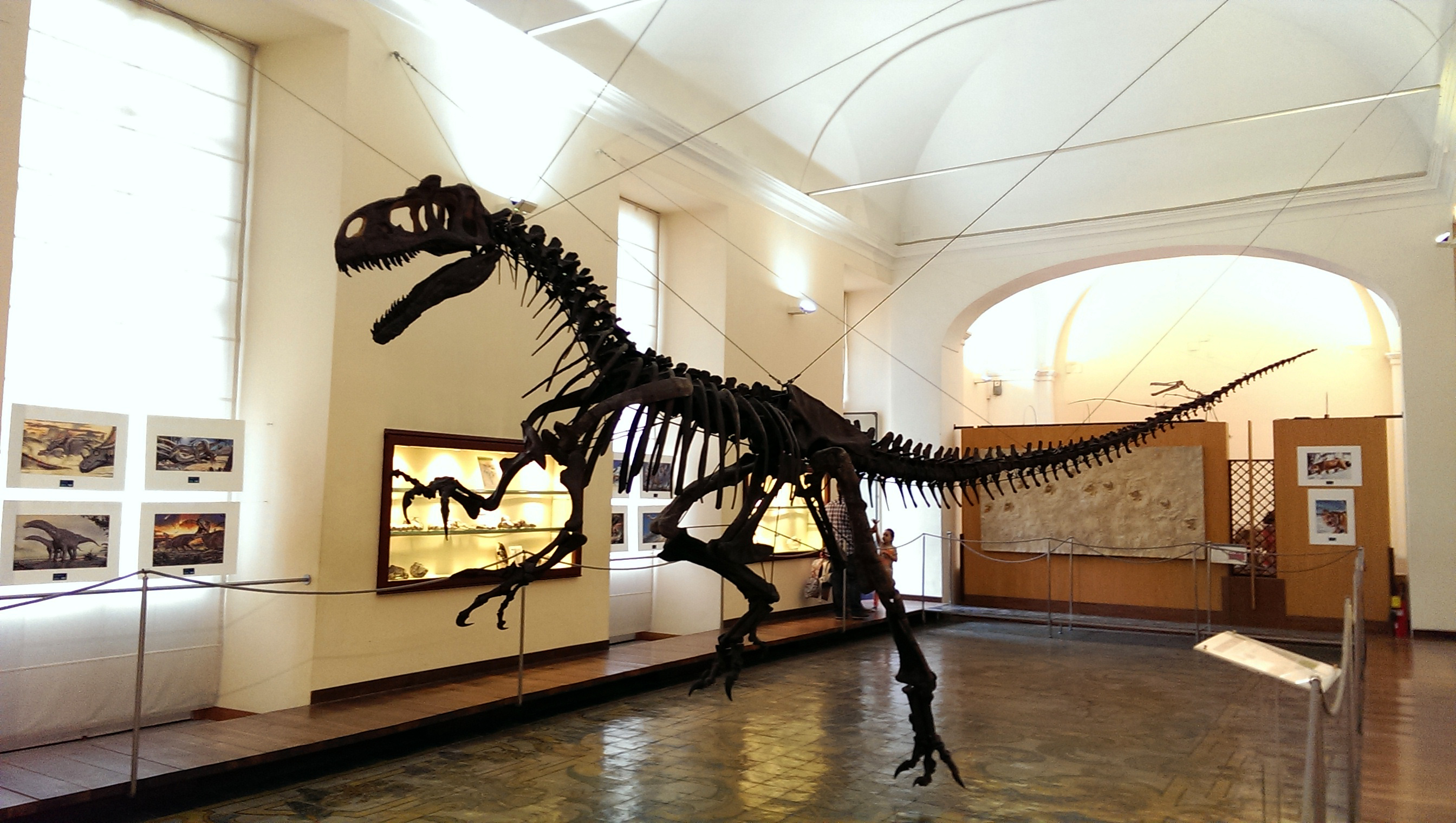
Allosauro del museo di paleontologia di Napoli